# Мамай-Гора
Мамай-Гора — крупнейший мультикомплексный могильник Северного Причерноморья. Расположен вблизи села Великая Знаменка Васильевского района Запорожской области, на левом берегу Каховского водохранилища.

## История изучения
Впервые план могильника составлен экспедицией Б. Н. Гракова в 1946—1947 гг., позже он был уточнен топосъёмкой сотрудников ИА НАНУ в 1976 г. В 1988 г. к исследованиям приступила археологическая экспедиция ЗНУ во главе с Г. Н. Тощевым и С. И. Андрух. В первые годы раскопок изучались небольшие рельефные насыпи. В начале 1990-х гг. произведены аэрофотосъёмка и дополнительное топографическое обследование. Итогом явилась фиксация сотен как отдельных «пятен», так и слившихся между собой, а также установление примерных границ могильника, площадь которого ориентировочно достигает 30 га. Возможно, площадь памятника была значительно больше и существенно уменьшилась в связи с катастрофическим обрушением более 300 м береговой линии после создания Каховского моря. Подтверждение тому — находки разрушенных погребений непосредственно у воды.
С середины 1990-х гг. по настоящее время работы ведутся вручную. В общей сложности исследовано около 8 га.
Всего выявлено более 600 погребальных комплексов, сконцентрированных в курганах и грунтовых могильниках, или отдельные погребения.

## Культуры

### Неолит-энеолит
Всего обнаружено 26 погребений эпохи неолита, и, 4 — энеолита. Инвентарь представлен украшениями из зубов благородного оленя и глиняными горшками. Ингумация совершена как в грунтовых, так и в курганных могильниках.

### Эпоха бронзы
Обычай возведения курганов получает широкое распространение в последующее время — эпоху бронзы. В исследуемых на Мамай-Горе насыпях обнаружены захоронения всех известных для этого времени культур — ямной, катакомбной, многоваликовой и срубной. Для каждой из них характерны свои похоронные конструкции, обряд погребения, изделия из глины, бронзы, камня и кремня. В погребениях широко применялось дерево — дуб, ясень. Рядом с одним из курганов обнаружено хранилище — яма с рудой, с которой выжигали краску, и пышно орнаментированный сосуд катакомбной культуры.

#### Ямная культура
Ямная культура представлена 14 погребенными как в курганном так и грунтовом могильниках. Инвентарь — расписные горшки.

#### Катакомбная культура
Основные погребения катакомбной культуры отмечены в грунтовом могильнике, несколько — впущены в курганы эпохи энеолита. Всего — 33 погребения. Инвентарь незначителен, представлен расписными глиняными горшками, культовыми топорами.

#### Культура многоваликовой керамики
Впускные погребения бабинской (КМК) культуры единичны. Всего — 9.

#### Белозерская культура
Грунтовый могильник белозерского времени содержит 5 захоронений.

#### Новочеркасская культура
Рубеж эпохи бронзы — раннего железного века на данном памятнике фиксируется двумя захоронениями новочеркасской культуры.

### Скифы
Древнейшее скифские захоронение датируется концом VII—VI вв. до н. э. Остальные комплексы укладываются в период V—IV вв. до н. э. Общее количество погребений этого времени достигает 370. Во многих из них, по разработкам Е. Фиалко, погребены амазонки. К этому же времени относится и большое количество культовых ям (обломки амфор, лепной керамики, кости животных (КЖ)), располагавшихся на периферии скифского могильника.
Инвентарь разнообразен. Это посуда, как местного производства, так и завезенная с греческих центров. Оружие представлено мечами разных размеров, дротиками, наконечниками копий и стрел. Среди украшений — браслеты, гривны, подвески, серьги, кольца, нашивные бляшки, бусы. Одно сарматское погребение впущено в курган скифского времени.

### Половцы
Вскрыто 2 половецких грунтовых могильника, остальные впущены в более ранние насыпи, или образуют самостоятельные комплексы. Выявлено 25 захоронений. Инвентарь разнообразен и представлен украшениями, предметами быта и оружием. Найдена берестяная бокка — головной убор знатных женщин, состоящий из цилиндрической основы, верховья и прикрепленной к ней палочки, прутика или перьев. Бокка дополнялась шляпкой, фиксировавшей её на голове.

### Золотая Орда
Грунтовый могильник 1-й пол. XIV в. Исследовано 19 кочевнических захоронений и культовая яма золотоордынского периода. Среди инвентаря мужских погребений — предметы вооружения, детали конской сбруи, поясные пряжки, серьги, шило, бусы, остатки головных уборов. Среди женских — украшения, предметы хозяйственно-бытового назначения, остатки головных уборов. В составе детских погребений бусы.
Курганный могильник середины — второй половины XIV в. Выявлено 23 погребения. Основные отмечены в 5 насыпях, остальные являются спущенными в курганы скифского времени.
Также, в 700 м к востоку от могильника Мамай-Гора исследован грунтовый могильник Мамай-Сурка конца XIII — начала XV ст., где исследовано 1162 захоронения.

### Позднее средневековье
Новый всплеск активного использования местности как кладбища относится к XV в. На 2015 г. вскрыто 126 захоронений этого времени, образующих грунтовый могильник.

## Угроза исчезновения
К моменту планомерных, спасательных работ, территория могильника сократилась на 300—400 м.